# Alps del Tux
Els Alps del Tux (en alemany: Tuxer Alpen), o Prealps del Tux) (Tuxer Voralpen) són un subgrup dels Alps centrals de l'est, que al seu torn formen part dels Alps de l'est, a l'Europa Central. Tots ells estan situats a l'estat del Tirol, a Àustria. Els Alps del Tux són una de les tres serralades que formen el paisatge alpí d'Innsbruck. El seu cim més alt és el Lizumer Reckner, amb 2.886 metres d'altitud, que s'aixeca sobre la capçalera de la Wattental i la vall de Navisbach. El seu nom deriva del poble de Tux, amagat en una vall lateral de la Zillertal.
La classificació del club alpí dels Alps Orientals (AVE) anomenada a aquesta serralada com a Alps de Tux. El nom de Prealps del Tux es va declarar en l'edició de 1984 de l'AVE com a antiquada i ja no és aplicable. La realitat és que aquesta serralada difícilment es pot descriure com a "pre-alps", en vista del seva gran extensió i alçada. Aquesta descripció com a pre-alps té sentit només quan la serralada es veu en el context dels Alps de Zillertal al sud, que són considerablement més alts que els Alps Tux i permanentment coberts de glaceres.

## Geologia
La major part dels Alps de Tux inclou roques metamòrfiques de baix grau, que es classifiquen com a part del complex de quars-fil·lita d'Innsbruck (pissarra de fil·lita quarsítica). Al costat d'aquesta zona de roques paleozoiques al sud hi ha una zona localitzada de diverses roques mesozoiques, l'anomenada Mesozoic Tarntal. Aquesta zona complexa pertany, com la zona de quars-fil·lita, a la unitat tectònica dels Alps orientals inferiors. Entre les roques del Mesozoic del Tarntal es poden trobar dolomies i calcàries que són la base de parets rocoses (Kalkwand i Torwand) a la zona del Wattentaler Lizum. D'altra banda, també hi ha elements de l'antic llit oceànic, en forma de serpentinita que integren el Lizumer Reckner. El perímetre sud dels Alps de Tux pertany a la finestra Penninic Hohe Tauern, tectònicament més profunda. Aquí als Alps de Tux es tracta principalment de roques del Penninic Glockner Nappe (embolcall calc-esquist dels Tauern). La cantonada més al nord-est dels Alps de Tux, des de la zona de Schwaz fins a Fügen im Zillertal, pertany a la zona de greywacke alpí oriental superior, que consta de roques paleozoiques. La plata i el coure es van extreure extensament en aquesta zona a l'entorn de Schwaz.

## Serralades veïnes
Els Alps del Tux estan rodejats de les següents serralades alpines:
- Karwendel (al nord)
- Alps de Brandenberg (al nord-est)
- Alps de Kitzbühel (a l'est)
- Alps de Zillertal (al sud)
- Alps de l'Stubai (a l'oest)

## Cims principals
- Patscherkofel, 2.246 m
- Glungezer, 2.677 m
- Lizumer Reckner, 2.886 m
- Kellerjoch, 2.344 m
- Gilfert, 2.506 m
- Rastkogel, 2.762 m